# ناتالی وست
ناتالی وست (انگلیسی: Natalie West؛ زادهٔ ۲۳ ژانویهٔ ۱۹۵۴) یک هنرپیشه اهل ایالات متحده آمریکا است. وی از سال ۱۹۸۸ میلادی تاکنون مشغول فعالیت بوده‌است.

## حرفه
حرفه وست در اوایل دهه 1980 با بازی در چندین نمایش در تئاترهای منطقه شیکاگو آغاز شد. شکست بزرگ او زمانی اتفاق افتاد که او در نقش کریستال اندرسون کانر، دوست روزان و بعداً نامادری دن در روزان برنده شد. او یکی از بازیگران ثابت فصل سوم و چهارم و یک ستاره مهمان مکرر قبل و بعد از آن بود. آخرین حضور او در اولین نمایش فصل هشتم در سال 1995 بود. بلافاصله پس از آن او از سینما و تلویزیون فاصله گرفت تا بر روی صحنه نمایش خود تمرکز کند. او در سال 2018 احیای نمایش ظاهر شد و همچنین برای فصل یازدهم تمدید شد. با این حال، در 29 می 2018، در پی اظهارات جنجالی بار در توییتر در مورد والری جارت (مشاور رئیس جمهور سابق باراک اوباما)، ABC پس از یک فصل پخش را لغو کرد.
او در سال 2004 در فیلم مستقل حکم زندگی بازی کرد. او بعداً طی سال‌ها در چند فیلم مستقل دیگر ظاهر شد. در سال 2012، او در اولین نقش اصلی خود در فیلم کمدی-درام مستقل Nate & Margaret با بازی مارگارت بازی کرد.[5] او به اجرا در چندین نمایش تئاتر شیکاگو از جمله با تئاتر ارکید قرمز که در آن عضو گروه است، ادامه داده است.
فیلم های او عبارتند از Bushwhacked (1995)، محکومیت زندگی (2004)، خانه پوکر (2007) و Nate & Margaret.